# Prionodon
Els linsangs asiàtics són dues espècies classificades de la subfamília Prionodontinae, de la família Viverridae. Pertanyen al gènere Prionodon. El nom linsang prové del javanès linsang o wlinsang, el qual se sol traduir erròniament com llúdria als diccionaris anglesos. Els linsangs són nocturns i, generalment habitants solitaris dels arbres. Són carnívors i s'alimenten d'esquirols i altres rosegadors, petits ocells, lizards e insectes. La seva mida és generalment una mica superior als 30cm, amb una cua que és més del doble d'aquesta mida. Tenen el cos llarg i amb potes curts, que els dona una aparença baixa. Totes les espècies tenen el cos groguenc amb taques negre, encara que la distribució i la naturalesa de les marques varia segons les espècies. Les espècies de linsang asiàtic són el linsang ratllat (Prionodon linsang) i el Linsang tacat (Prionodon pardicolor). Ambdós gèneres de linsangs (l'asiàtic Prionodon i l'africà Poiana) anteriorment es classificaren dins la subfamília Viverrinae, juntament amb altres gèneres, però les investigacions recents suggereixen que les seves autèntiques relacions poden ser diferents. Els linsangs destaquen per la seva semblança morfològica amb els gats, de la família Felidae, que és més gran que altres vivèrrids. Com la relació entre linsangs i gats es creia que era més aviat distant (els dos grups pertanyents a diferents famílies dins del clade dels feliformes), aquesta semblança es va considerar com a exemple de convergència evolutiva.